# Insomnia (ROUAGEの曲)
「Insomnia」（インソムニア）は、ROUAGEのメジャー2枚目のシングル。1996年8月26日発売。マーキュリー・ミュージックエンタテインメント（現・ユニバーサルミュージックよりリリース。

## 概要
- テレビ朝日「mew」コーナーテーマ。
- 3万枚以上売り上げ、彼らのシングルでは「白い闇」に次ぐセールスを記録した。
- カップリングにはインディーズ時代にリリースしたアルバム『ROUAGE』収録曲の「Pa・ra・no・i・a」のリメイクを収録。

## 収録曲
1. Insomnia
  - 作詞:KAZUSHI/作曲:RAYZI/編曲:ROUAGE+Akira Nishihira
2. Pa・ra・no・i・a
  - 作詞:KAZUSHI/作曲:RIKA/編曲:ROUAGE+Akira Nishihira

原曲とは歌詞が僅かに異なっているほか、ラストサビ前に数十秒の無音を挟み、悲鳴から一気にサビが始まるなどの違いがある。

## 他のアーティストによるカバー
| 曲名     | 発売日        | アーティスト | 収録作品                                                                          | 備考 |
| -------- | ------------- | ------------ | --------------------------------------------------------------------------------- | ---- |
| Insomnia | 2012年6月27日 | 凛           | カバーコンピレーションアルバム『CRUSH!3 -90's V-Rock best hit cover LOVE songs-』 |      |